# Magnus II av Sachsen-Lauenburg
Hertig Magnus II av Sachsen-Lauenburg, ibland titulerad Magnus III, född 1543, död i fångenskap på Ratzeburgs slott 14 maj 1603, pretendent och hertig av Sachsen-Lauenburg 1581–1588. Son till hertig Franz I av Sachsen-Lauenburg (död 1581) och Sibylle av Sachsen (1515–1592). Han gifte sig med Gustav Vasas dotter Sofia Vasa (1547–1611), och blev far till sonen Gustav (1570–1597).

## Biografi
Magnus var kusin till Erik XIV och kom i början av dennes regering till Sverige. Där trolovades Magnus med Erik XIV:s halvsyster prinsessan Sofia, och Magnus drogs med i kriget mot Danmark. Magnus var brorson till Gustav Vasas första maka, Katarina av Sachsen-Lauenburg. Bröllopet firades den 4 juli 1568, det blev ett dubbelbröllop, samtidigt som Sofias halvbror Erik XIV äktade Karin Månsdotter.
Magnus ställde sig senare in hos kungen genom att tjänstgöra som spejare på dennes bröder och deras släktingar. Vid rättegången på Svartsjö 1567 uppträdde Magnus som en av angivarna mot de anklagade herrarna. Belöningen kom i juli 1568 då Magnus och Sofias bröllop firades i samband med Erik XIV:s och Karin Månsdotters bröllop. I september samma år övergav Magnus Erik XIV och anslöt sig till de upproriska hertigarna.
1571 nedlade Magnus far regerandet i Sachsen-Lauenburg till förmån för Magnus yngre bror hertig Franz II av Sachsen-Lauenburg. Magnus återvände då till Tyskland, uppbådade trupper och försökte med våld ta hertigdömet från brodern 1574. Denna resning misslyckades, och Magnus flydde tillbaka till Sverige.
1575 fick Magnus av Johan III i förläning Soneburgs slott och län på Ösel. Där råkade Magnus genast i strid med danske ståthållaren på Arensburg (på Ösel), vilket höll på att förorsaka ett nytt stort nordiskt krig. Soneburg intogs av danskarna samma år (1575), varför Magnus på nytt återvände till Sverige.
Hertigparet fick Ekolsund och Venngarn i förläning av Johan III. 1597 innehade Sofia dessutom flera socknar av Lagunda härad och Håbo härad.
Magnus anseende var illa i Sverige. Han var brutal i sitt uppförande mot makan Sofia Vasa och våldsam mot sina underlydande. I januari 1578 gav Johan III order om att guld, silver och spannmål på Ekolsund skulle tas i beslag och Magnus arresteras och fängslas. 1578 tvingades han lämna Sverige, medan familjen blev kvar. Han utvisades av Johan III på grund av hustrumisshandel. Efter separationen förvisades hertig Magnus slutligen ur riket, varefter han för upproriska stämplingar mot sin broder, den regerande hertigen år 1588 sattes i fängelse. Johan III tvingade Magnus att gå med på att lämna sonen Gustav i modern Sofias vård. Gustav uppfostrades på Ekolsund av sin moder ensam.
Tvisten med brodern Franz (Franz II av Sachsen-Lauenburg (1547–1619), hertig av Sachsen-Lauenburg) om regerandet i Sachsen-Lauenburg slutade först 1588. Detta år spärrade Franz in Magnus på Ratzeburgs slott, dömd till livstids fängelse. Magnus dog där den 14 maj 1603.
1591 hade sonen Gustav, Gustav av Sachsen-Engern-Westfalen, av Johan III fått häradshövdingeräntorna av Håbo, Ärlinghundra och Lagunda härad som förläning. 1595 kom han i konflikt med modern, sedan han övertalat henne att dela sina län med honom. Hertig Karl tvingade honom att lämna tillbaka godsen, eftersom delningen förstörde hennes försörjning. 1597, samma år som Gustav senare avled, innehade han dessutom Hagunda härad och de socknar av Lagunda och Håbo som ej var förlänade till modern. Gustav avled den 11 november 1597 på slottet Tre Kronor i Stockholm till följd av ett vådaskott. Sofia levde på Ekolsund fram till sin död 1611.

## Äktenskap och barn
Magnus gifte sig 4 juli 1568 med Sofia av Sverige (1547–1611). Paret fick sex barn, men endast ett barn överlevde:
1. Gustav av Sachsen-Engern-Westfalen (1570–1597), hertig av Sachsen-Engern-Westfalen. Gustav var troligen född 31 augusti 1570, död 11 november 1597.[3]